# Saint-Paul-le-Jeune
Saint-Paul-le-Jeune är en kommun i departementet Ardèche i regionen Auvergne-Rhône-Alpes i sydöstra Frankrike. Kommunen ligger  i kantonen Les Vans som ligger i arrondissementet Largentière. År 2022 hade Saint-Paul-le-Jeune 967 invånare.

## Befolkningsutveckling
Antalet invånare i kommunen Saint-Paul-le-Jeune
Referens: INSEE